# Caraguatatuba

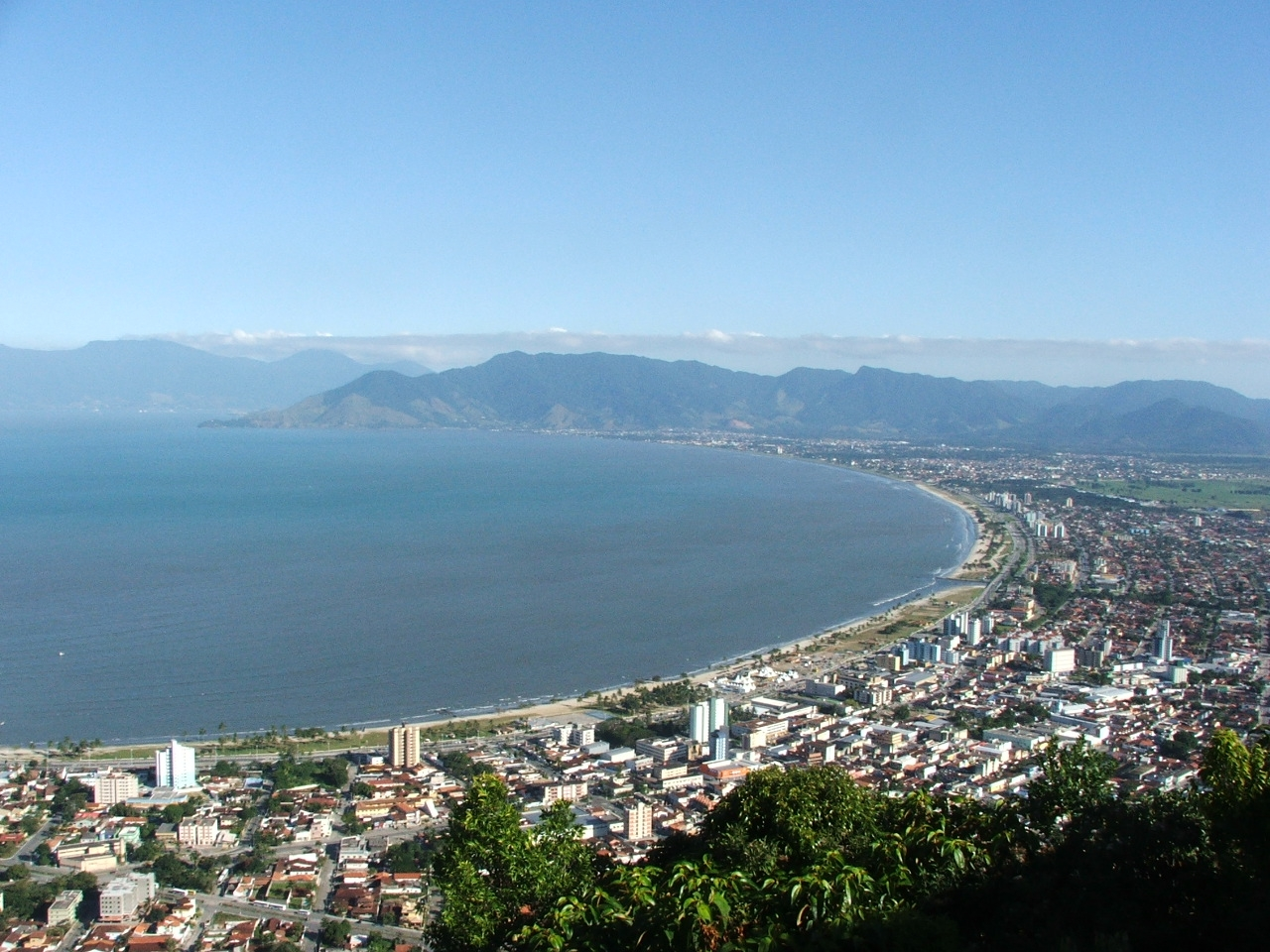
Caraguatatuba.

Caraguatatuba este un oraș în São Paulo (SP), Brazilia.